# الأمة العربية (صحيفة)
الأمة العربية جريدة جزائرية تصدر باللغة العربية.

## وصلات خارجية
- الموقع الرسمي لجريدة الأمة العربية.